# Луций Меммий (народный трибун)
Лу́ций Ме́ммий (лат. Lucius Memmius; умер после 90 года до н. э.) — римский политический деятель, народный трибун 90 или 89 года до н. э., один из союзников Марка Ливия Друза. После гибели последнего был привлечён к суду согласно Lex Varia. Внуком Луция был Гай Скрибоний Курион-младший.
Антиковеды отождествляют Луция Меммия с монетарием того же имени, который чеканил денарии в 110 году до н. э. либо в 90-е — 80-е годы до н. э.

## Биография
С именем Луция Меммия исследователи связывают две монетные чеканки, отделённые друг от друга несколькими годами. В одном случае это денарии с надписями L. Memmi Gal. и L. Memmi, с изображениями головы Сатурна и Венеры; эти монеты датируют 92—89 или (ещё точнее) 91 годами до н. э. Денарии второй серии украшены такими же изображениями и надписью Ex s(enatus) c(onsulto) — L. C. Memies L. f. Gal. Теодор Моммзен предположил, что эти монеты были отчеканены в 82 году до н. э. в Испании, однако позже появилась гипотеза, в которой упоминаются 87 год до н. э. и Италия. Из надписей следует, что отец Луция носил тот же преномен. По мнению Фридриха Мюнцера, это был оратор, упомянутый в трактате Цицерона «Брут», брат Гая Меммия. Сокращение Gal — это предположительно не когномен, а название трибы Galeria, добавленное, чтобы избежать путаницы: примерно в ту эпоху существовал и другой монетарий Луций Меммий, сын Луция, принадлежавший к другой трибе.
Канадский антиковед Грегори Самнер предположил, что этот Луций Меммий — одно лицо с оратором, а не его сын. По мнению Самнера, Луций родился в промежутке между 145 и 135 годами до н. э., а монетарием был около 110 года до н. э.
Нобиль по имени Луций Меммий был в числе друзей и единомышленников Марка Ливия Друза — народного трибуна 91 года до н. э., попытавшегося провести серию реформ. Предположительно речь идёт именно о Луции из трибы Галерия. Друз потерпел поражение и был убит, но Меммий тем не менее был избран народным трибуном — на 90 или 89 год до н. э. Отказ от реформ стал причиной восстания италиков против Рима. Тогда враги Друза провели руками ещё одного трибуна, Квинта Вария Севера Гибриды, закон (Lex Varia), объявлявший преступниками тех, кто словом или делом подтолкнул италиков к началу войны. На основании этого закона начались преследования сторонников Марка Ливия; Луций Меммий в числе прочих был привлечён к суду. Юный Цицерон присутствовал на заседании и писал позже, что Меммий сам говорил в свою защиту. Главным свидетелем обвинения был консуляр Луций Марций Филипп, красноречием не уступавший обвинителю. О решении суда Цицерон не пишет; по мнению Мюнцера, Меммий был оправдан.

## Семья
Предположительно детьми именно этого Меммия были Гай Меммий, претор 58 года до н. э., неудачно претендовавший на консулат 53 года до н. э., и Меммия, жена Гая Скрибония Куриона-старшего. Соответственно Гай Скрибоний Курион-младший приходился Луцию внуком.